# Cormet de Roselend
El Cormet de Roselend es un puerto de montaña en los Alpes situado en el departamento de Saboya en Francia, que alcanza los 1968 m s. n. m. Está ubicado entre el macizo de Beaufortain al sur y el macizo del Mont-Blanc al norte, cerca de la frontera con Italia. "Cormet" procede del latín culmen que significa cumbre.
Conecta Beaufort en el valle de Beaufortain y Bourg-Saint-Maurice en el valle de Tarentaise. En el lado oeste del puerto se encuentra el Lago de Roselend, un embalse al que se puede llegar por el Col de Méraillet o el Col du Pré. Debe gran parte de su relevancia al hecho de haber formado parte del recorrido del Tour de Francia en 15 ediciones.

## Detalles
En el lado noroeste, a partir de Beaufort, la subida tiene una longitud de 20,3 km. Sobre esta distancia, la subida es de 1227 m (con un porcentaje medio del 6,0%), con las secciones más empinadas al 10,0%.
Desde Bourg-Saint-Maurice hacia el sureste, el Cormet de Roselend tiene 19,35 km de longitud. Sobre esta distancia, el desnivel es de 1154 m (porcentaje medio del 6,0%), con los tramos más empinados al 8,9%.

## Apariciones en el Tour de Francia
El paso fue incluido por primera vez en el recorrido del Tour de Francia en 1979 y ha sido ascendido en 15 ocasiones.
| Año  | Etapa | Categoría | Salida                   | Meta               | Primero en la cima |
| ---- | ----- | --------- | ------------------------ | ------------------ | ------------------ |
| 2025 | 19    | 2         | Albertville              | La Plagne          | Lenny Martinez     |
| 2023 | 17    | 1         | Saint-Gervais-les-Bains  | Courchevel         | Felix Gall         |
| 2021 | 9     | 2         | Cluses                   | Tignes             | Nairo Quintana     |
| 2020 | 18    | 1         | Méribel                  | La Roche-sur-Foron | Marc Hirschi       |
| 2018 | 11    | 2         | Albertville              | La Rosière         | Warren Barguil     |
| 2009 | 17    | 1         | Bourg-Saint-Maurice      | Le Grand-Bornand   | Franco Pellizotti  |
| 2007 | 8     | 1         | Le Grand-Bornand         | Tignes             | Michael Rasmussen  |
| 2005 | 10    | 1         | Grenoble                 | Courchevel         | Alejandro Valverde |
| 2002 | 17    | 1         | Aime                     | Cluses             | Mario Aerts        |
| 1996 | 7     | 1         | Chambéry                 | Les Arcs           | Udo Bölts          |
| 1995 | 9     | 1         | Le Grand-Bornand         | La Plagne          | Alex Zülle         |
| 1992 | 13    | 1         | Saint-Gervais–Mont Blanc | Sestrières         | Claudio Chiappucci |
| 1987 | 22    | 1         | La Plagne                | Morzine            | Mathieu Hermans    |
| 1984 | 19    | 1         | La Plagne                | Morzine            | Francis Castaing   |
| 1979 | 16    | 1         | Morzine                  | Les Menuires       | Henk Lubberding    |